# 레온 발로군
레온 아데레미 발로군(독일어: Leon Aderemi Balogun, 1988년 6월 28일 서베를린 ~ )은 나이지리아의 독일 태생 축구 선수이다. 현재 레인저스 소속이다.